# 井伊共保
井伊 共保（いい ともやす、寛弘7年1月1日（1010年1月18日） - 寛治7年8月15日（1093年9月8日））は、平安時代の人物。遠江守藤原共資の養子。井伊氏初代当主。井伊共宗の父。

## 主な経歴

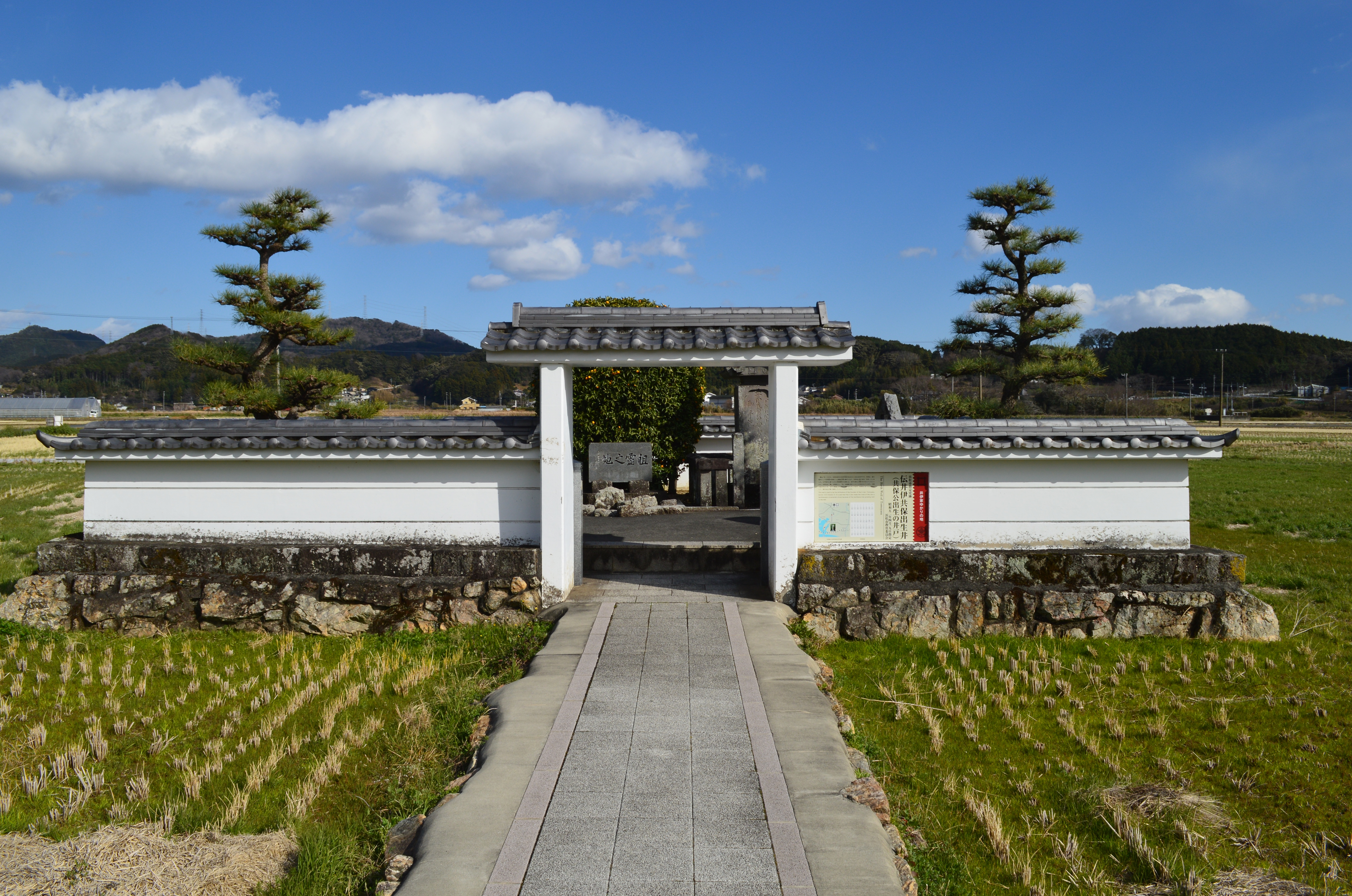
静岡県浜松市浜名区引佐町井伊谷にある伝井伊共保出生の井（浜松市指定史跡）

- 寛弘7年正月元旦、遠江国井伊谷の八幡宮神主が御手洗の井の傍らに男児の捨て子を発見した[誰?]。その子の顔立ちは端麗で瞳が明るく、聡明であったという（諸説あり）。
- 7歳の時、神童と称され、その噂を聞きつけた遠江国司藤原共資の養子となり藤原共保と称し、共資の一女と婚した。
- 長元5年（1032年）家督を継ぐと故郷の井伊谷に居館（井伊谷城）を構えて井伊氏を称した（諸説あり）。
- 1093年、84歳で没し、八幡山地蔵寺（現：龍潭寺）に葬られた。
- また別説として、延喜年間に奈良より荘司として着任した三宅好用が井伊谷に居を構え、それより三代目の井端谷（いはたや）篤茂の娘が共資に嫁し、共保はその実子として生誕したとも伝えられる（三宅氏の家紋は井伊氏と同じく橘）。